# Due cuori e un tesoro
Due cuori e un tesoro (Christmas Scavenger Hunt) è un film televisivo del 2019 diretto da Marita Grabiak  che vede come protagonista Kim Shaw. È andato in onda il 3 novembre 2019 sulla rete televisiva Hallmark Channel.
In Italia è stato trasmesso in prima visione assoluta su Rai 2  il 26 dicembre 2020.

## Trama
Belinda Phillips lavora alla Jaspar Developments società immobiliare che ha molte proprietà di cui occuparsi. Per Natale, Belinda si reca nel suo paese natale di Deerfield  per incontrare Jason Wilson, futuro marito della sua migliore amica Faith Wheeler. Infatti il loro matrimonio si terrà con l’inizio del nuovo anno. Belinda non rientra a casa da moltissimi anni ed è felice di rivedere la sua famiglia. L'azienda per cui lavora, ha appena adocchiato un vecchio edificio ubicato proprio a Deerfield. Dovrà essere ristrutturato per essere ceduto. A Belinda tocca l'incarico di portare a termine la trattativa per l’acquisto. Belinda è fidanzata con Logan, ambizioso e stacanovista del lavoro che avrebbe dovuto accompagnarla. L'idea era di conoscere la Belinda antecedente al suo trasferimento in città, oltre a trascorrere le vacanze con lei e il padre vedovo Carl Phillips. Purtroppo, però, ritarda il suo arrivo per un improvviso impegno di lavoro. Se la trattativa avrà successo Belinda otterrà la promozione di junior partner presso l’azienda in cui lavora. Scopre che l’edificio da acquisire è un edificio storico sede della vecchia filanda, ora museo in cui sono custoditi tutti i cimeli. Come ogni anno, si tiene anche  la caccia al tesoro che servirà a raccogliere fondi per restaurare il museo della filanda. Quindi il dilemma è: ottenere la promozione oppure salvare il museo.

## Produzione
Il film è stato girato tra cinque località diverse Almonte, 
Pakenham, Carleton Place,
Ottawa, tutte situate nell'Ontario, Canada.